# Costellagerina
Costellagerina es un género de foraminífero planctónico de la subfamilia Hedbergellinae, de la familia Hedbergellidae, de la superfamilia Rotaliporoidea, del suborden Globigerinina y del Oorden Globigerinida. Su especie tipo es Rugoglobigerina bulbosa. Su rango cronoestratigráfico abarca el Cenomaniense medio-superior (Cretácico superior).

## Descripción
Costellagerina incluía especies con conchas trocoespiraladas, de forma discoidal-globular y trocospira baja; sus cámaras eran subesféricas, creciendo en tamaño de forma rápida; sus suturas intercamerales eran rectas e incididas; su contorno era subpoligonal y lobulado; su periferia era redondeada; su ombligo era estrecho; su abertura era interiomarginal, umbilical o ligeramente umbilical-extraumbilical, en forma de arco bajo y protegida con un pórtico ancho; presentaba pared calcítica hialina, macroperforada con baja densidad de poros, con la superficie costulada, con costillas alineadas mediante fusión de pústulas adyacentes generalmente de manera discontinua.

## Discusión
Un año antes de la definición de Costellagerina, se definió Meridionalla con similares características diagnósticas aunque con diferente especie tipo. El autor de Meridionalla reclamó que su taxón tenía prioridad y por tanto consideró Costellagerina un sinónimo subjetivo posterior, a pesar de ser también coautor de este último género. Sin embargo, otros autores han considerado Meridionalla un género inválido porque se basó en una característica (superficie costulada) inexistente en la especie tipo, conclusión a la que llegaron tras analizar en detalle el holotipo de esta especie con microscopio electrónico de barrido. Según estos autores, el género Costellagerina es el nombre correcto para el concepto taxonómico que se quiso atribuir a Meridionalla. Sin embargo, el autor de Meridionalla ha continuado reclamando la prioridad de este taxón, replicando que la especie tipo si presenta costillas tal como había sido confirmado con anterioridad, y que las imágenes a través de microscopio electrónico de barrido pueden impedir ver detalles que si se observan con un estereomicroscopio binocular al poder manipular y mover el ejemplar. Clasificaciones posteriores han incluido Costellagerina en la superfamilia Globigerinoidea.

## Paleoecología
Costellagerina incluía especies con un modo de vida planctónico, de distribución latitudinal cosmopolita, preferentemente tropical-subtropical, y habitantes pelágicos de aguas superficiales (medio epipelágico).

## Clasificación
Costellagerina incluye a la siguiente especie:
- Costellagerina bulbosa †

Otra especie considerada en Quinqueloculina es:
- Costellagerina libyca †